# Elektrisk rampfunktion

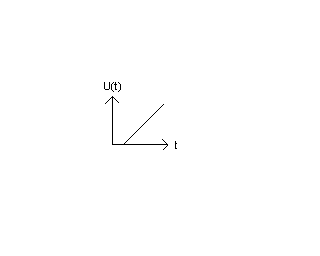
En rampfunktion

En elektrisk rampfunktion är en funktion där nivån ökar med tiden längs en rät linje. Det kan till exempel se ut som i figuren där ekvationen för funktionen är:
{\displaystyle U(t)=y_{0}+kt\ }
där y0 är negativ i figuren och k är lutningen, eller derivatan hos kurvan.